# Список птахів Мальдівів
Це перелік видів птахів, зафіксованих на території Мальдівів. Невеликі розміри і географічна ізольованість цієї острівної держави призвели до значної обмеженості орнітофауни Мальдівів. Більшість видів, зафіксованих на території Мальдівів є перелітними птахами євразійського походження, і лише деякі з них пов'язані з Індійським субконтинентом. Загалом, авіфауна Мальдівів налічує 210 видів, з яких 4 були інтродуковані людьми. 4 види перебувають під загрозою глобального зникнення.

## Позначки
Наступні теги використані для виділення деяких категорій птахів.
- (A) Випадковий — вид, який рідко або випадково трапляється на Мальдівах
- (I) Інтродукований — вид, завезений на Мальдіви як наслідок, прямих чи непрямих дій людських дій

## Гусеподібні(Anseriformes)
Родина: Качкові (Anatidae)
- Свистач індійський, Dendrocygna javanica (A)
- Чирянка-крихітка індійська, Nettapus coromandelianus (A)
- Чирянка велика, Spatula querquedula
- Широконіска північна, Spatula clypeata
- Шилохвіст північний, Anas acuta
- Чирянка мала, Anas crecca
- Чернь білоока, Aythya nyroca (A)
- Чернь чубата, Aythya fuligula

## Куроподібні(Galliformes)
Родина: Фазанові (Phasianidae)
- Перепілка звичайна, Coturnix coturnix
- Курка банківська, Gallus gallus (I)

## Фламінгоподібні(Phoenicopteriformes)
Родина: Фламінгові (Phoenicopteridae)
- Фламінго рожевий, Phoenicopterus roseus

## Голубоподібні(Columbiformes)
Родина: Голубові (Columbidae)
- Голуб сизий, Columba livia (I)
- Горлиця звичайна, Streptopelia turtur (A)
- Горлиця велика, Streptopelia orientalis
- Горлиця китайська, Spilopelia chinensis (A)

## Зозулеподібні(Cuculiformes)
Родина: Зозулеві (Cuculidae)
- Зозуля каштановокрила, Clamator coromandus (A)
- Eudynamys scolopacea
- Кукавка мала, Cacomantis passerinus (A)
- Зозуля короткокрила, Cuculus micropterus (A)
- Зозуля звичайна, Cuculus canorus

## Дрімлюгоподібні(Caprimulgiformes)
Родина: Дрімлюгові (Caprimulgidae)
- Дрімлюга великий, Caprimulgus indicus (A)

## Серпокрильцеві(Apodiformes)
Родина: Серпокрильцеві (Apodidae)
- Колючохвіст білогорлий, Hirundapus caudacutus (A)
- Салангана індійська, Aerodramus unicolor (A)
- Салангана гімалайська, Aerodramus brevirostris (A)
- Серпокрилець чорний, Apus apus
- Серпокрилець блідий, Apus pallidus (A)
- Серпокрилець асамський, Apus leuconyx (A)
- Серпокрилець малий, Apus affinis

## Журавлеподібні(Gruiformes)
Родина: Пастушкові (Rallidae)
- Курочка водяна, Gallinula chloropus (A)
- Лиска звичайна, Fulica atra (A)
- Курочка рогата, Gallicrex cinerea
- Багновик білогрудий, Amaurornis phoenicurus

## Сивкоподібні(Charadriiformes)
Родина: Чоботарові (Recurvirostridae)
- Кулик-довгоніг чорнокрилий, Himantopus himantopus (A)

Родина: Куликосорокові (Haematopodidae)
- Кулик-сорока євразійський, Haematopus ostralegus (A)

Родина: Сивкові (Charadriidae)
- Сивка морська, Pluvialis squatarola
- Сивка бурокрила, Pluvialis fulva
- Чайка строката, Vanellus armatus (A)
- Чайка степова, Vanellus gregarius (A)
- Пісочник монгольський, Charadrius mongolus
- Пісочник товстодзьобий, Charadrius leschenaultii
- Пісочник каспійський, Charadrius asiaticus (A)
- Пісочник морський, Charadrius alexandrinus
- Пісочник великий, Charadrius hiaticula
- Пісочник малий, Charadrius dubius (A)

Родина: Баранцеві (Scolopacidae)
- Кульон середній, Numenius phaeopus
- Кульон великий, Numenius arquata
- Грицик малий, Limosa lapponica
- Грицик великий, Limosa limosa (A)
- Крем'яшник звичайний, Arenaria interpres
- Побережник червоногрудий, Calidris ferruginea
- Побережник білохвостий, Calidris temminckii
- Побережник довгопалий, Calidris subminuta
- Побережник білий, Calidris alba (A)
- Побережник чорногрудий, Calidris alpina
- Побережник малий, Calidris minuta
- Баранець малий, Lymnocryptes minimus
- Баранець звичайний, Gallinago gallinago
- Баранець азійський, Gallinago stenura
- Баранець лісовий, Gallinago megala (A)
- Мородунка, Xenus cinereus
- Набережник палеарктичний, Actitis hypoleucos
- Коловодник лісовий, Tringa ochropus (A)
- Коловодник чорний, Tringa erythropus (A)
- Коловодник великий, Tringa nebularia
- Коловодник ставковий, Tringa stagnatilis (A)
- Коловодник болотяний, Tringa glareola
- Коловодник звичайний, Tringa totanus

Родина: Крабоїдові (Dromadidae)
- Крабоїд, Dromas ardeola

Родина: Дерихвостові (Glareolidae)
- Дерихвіст лучний, Glareola pratincola (A)
- Дерихвіст забайкальський, Glareola maldivarum

Родина: Поморникові (Stercorariidae)
- Поморник антарктичний, Stercorarius maccormicki (A)
- Поморник фолклендський, Stercorarius antarcticus (A)
- Поморник середній, Stercorarius pomarinus (A)
- Поморник короткохвостий, Stercorarius parasiticus (A)
- Поморник довгохвостий, Stercorarius longicaudus (A)

Родина: Мартинові (Laridae)
- Мартин звичайний, Chroicocephalus ridibundus (A)
- Мартин буроголовий, Chroicocephalus brunnicephalus (A)
- Мартин червономорський, Ichthyaetus leucophthalmus (A)
- Мартин аденський, Ichthyaetus hemprichii (A)
- Мартин каспійський, Ichthyaetus ichthyaetus (A)
- Мартин чорнокрилий, Larus fuscus
- Крячок бурий, Anous stolidus
- Крячок тонкодзьобий, Anous tenuirostris
- Крячок білий, Gygis alba
- Крячок строкатий, Onychoprion fuscatus
- Крячок бурокрилий, Onychoprion anaethetus
- Крячок малий, Sternula albifrons (A)
- Крячок мекранський, Sternula saundersi
- Крячок чорнодзьобий, Gelochelidon nilotica
- Крячок каспійський, Hydroprogne caspia
- Крячок білокрилий, Chlidonias leucopterus
- Крячок білощокий, Chlidonias hybrida (A)
- Крячок рожевий, Sterna dougallii
- Крячок індонезійський, Sterna sumatrana
- Крячок річковий, Sterna hirundo
- Крячок аравійський, Sterna repressa (A)
- Крячок жовтодзьобий, Thalasseus bergii
- Крячок бенгальський, Thalasseus bengalensis

## Фаетоноподібні(Phaethontiformes)
Родина: Фаетонові (Phaethontidae)
- Фаетон білохвостий, Phaethon lepturus
- Фаетон червонодзьобий, Phaethon aethereus (A)
- Фаетон червонохвостий, Phaethon rubricauda (A)

## Буревісникоподібні(Procellariiformes)
Родина: Океанникові (Oceanitidae)
- Океанник Вільсона, Oceanites oceanicus
- Океанник білобровий, Pelagodroma marina (A)
- Фрегета білочерева, Fregetta grallaria (A)

Родина: Качуркові (Hydrobatidae)
- Качурка північна, Hydrobates leucorhous (A)
- Качурка вилохвоста, Hydrobates monorhis (A)
- Качурка мадерійська, Hydrobates castro (A)

Родина: Буревісникові (Procellariidae)
- Бульверія тонкодзьоба, Bulweria bulwerii (A)
- Бульверія товстодзьоба, Bulweria fallax (A)
- Буревісник тихоокеанський, Calonectris leucomelas (A)
- Буревісник світлоногий, Ardenna carneipes
- Буревісник клинохвостий, Ardenna pacifica
- Буревісник сивий, Ardenna grisea (A)
- Буревісник тонкодзьобий, Ardenna tenuirostris (A)
- Буревісник реюньйонський, Puffinus bailloni
- Буревісник каріамуріанський, Puffinus persicus (A)

## Сулоподібні(Suliformes)
Родина: Фрегатові (Fregatidae)
- Фрегат-арієль, Fregata ariel
- Фрегат тихоокеанський, Fregata minor

Родина: Сулові (Sulidae)
- Сула жовтодзьоба, Sula dactylatra (A)
- Сула білочерева, Sula leucogaster
- Сула червононога, Sula sula (A)
- Сула чорнокрила, Papasula abbotti (A)

Родина: Змієшийкові (Anhingidae)
- Змієшийка чорночерева, Anhinga melanogaster (A)

Родина: Бакланові (Phalacrocoracidae)
- Баклан індійський, Phalacrocorax fuscicollis (A)

## Пеліканоподібні(Pelecaniformes)
Родина: Пеліканові (Pelecanidae)
- Пелікан рожевий, Pelecanus onocrotalus
- Пелікан сірий, Pelecanus philippensis

Родина: Чаплеві (Ardeidae)
- Бугай водяний, Botaurus stellaris (A)
- Бугайчик китайський, Ixobrychus sinensis (A)
- Бугайчик рудий, Ixobrychus cinnamomeus
- Бугайчик чорний, Ixobrychus flavicollis
- Чапля сіра, Ardea cinerea
- Чапля чорноголова, Ardea melanocephala (A)
- Чапля руда, Ardea purpurea
- Чепура велика, Ardea alba (A)
- Чепура середня, Ardea intermedia (A)
- Чепура мала, Egretta garzetta (A)
- Чапля рифова, Egretta gularis (A)
- Чапля єгипетська, Bubulcus ibis
- Чапля індійська, Ardeola grayii
- Чапля мангрова, Butorides striata
- Квак звичайний, Nycticorax nycticorax (A)

Родина: Ібісові (Threskiornithidae)
- Коровайка бура, Plegadis falcinellus (A)
- Ібіс сивоперий, Threskiornis melanocephalus (A)
- Косар білий, Platalea leucorodia (A)

## Яструбоподібні(Accipitriformes)
Родина: Скопові (Pandionidae)
- Скопа, Pandion haliaetus

Родина: Яструбові (Accipitridae)
- Шуліка чорноплечий, Elanus caeruleus (A)
- Осоїд чубатий, Pernis ptilorhynchus
- Лунь очеретяний, Circus aeruginosus
- Лунь степовий, Circus macrourus
- Лунь лучний, Circus pygargus
- Шуліка чорний, Milvus migrans (A)
- Шуліка королівський, Haliastur indus (A)
- Канюк звичайний, Buteo buteo (A)

## Совоподібні(Strigiformes)
Родина: Совові (Strigidae)
- Сплюшка євразійська, Otus scops (A)
- Сова болотяна, Asio flammeus

## Bucerotiformes
Родина: Одудові (Upupidae)
- Одуд, Upupa epops (A)

## Сиворакшоподібні(Coraciiformes)
Родина: Рибалочкові (Alcedinidae)
- Рибалочка блакитний, Alcedo atthis (A)

Родина: Бджолоїдкові (Meropidae)
- Бджолоїдка зелена, Merops persicus (A)
- Бджолоїдка синьохвоста, Merops philippinus (A)
- Бджолоїдка звичайна, Merops apiaster (A)

Родина: Сиворакшові (Coraciidae)
- Сиворакша євразійська, Coracias garrulus (A)
- Сиворакша бенгальська, Coracias benghalensis (A)

## Соколоподібні(Falconiformes)
Родина: Соколові (Falconidae)
- Боривітер степовий, Falco naumanni
- Боривітер звичайний, Falco tinnunculus
- Кібчик амурський, Falco amurensis (A)
- Підсоколик великий, Falco subbuteo
- Підсоколик східний, Falco severus (A)
- Сапсан, Falco peregrinus

## Папугоподібні(Psittaciformes)
Родина: Psittaculidae
- Папуга Крамера, Psittacula krameri (A)

## Горобцеподібні(Passeriformes)
Родина: Личинкоїдові (Campephagidae)
- Шикачик великий, Coracina macei (A)

Родина: Вивільгові (Oriolidae)
- Вивільга індійська, Oriolus kundoo (A)

Родина: Ланграйнові (Artamidae)
- Ланграйн пальмовий, Artamus fuscus (A)

Родина: Монархові (Monarchidae)
- Монарх-довгохвіст азійський, Terpsiphone paradisi (A)

Родина: Сорокопудові (Laniidae)
- Сорокопуд рудохвостий, Lanius isabellinus (A)
- Сорокопуд сибірський, Lanius cristatus (A)
- Сорокопуд довгохвостий, Lanius schach (A)

Родина: Воронові (Corvidae)
- Ворона індійська, Corvus splendens

Родина: Жайворонкові (Alaudidae)
- Жайворонок малий, Calandrella brachydactyla (A)

Родина: Очеретянкові (Acrocephalidae)
- Берестянка мала, Iduna caligata (A)
- Берестянка південна, Iduna rama (A)
- Берестянка звичайна, Hippolais icterina (A)

Родина: Кобилочкові (Locustellidae)
- Кобилочка співоча, Helopsaltes certhiola (A)

Родина: Ластівкові (Hirundinidae)
- Ластівка мала, Riparia paludicola (A)
- Ластівка берегова, Riparia riparia
- Ластівка бліда, Riparia diluta (A)
- Ластівка сільська, Hirundo rustica
- Ластівка даурська, Cecropis daurica (A)
- Ясківка індійська, Petrochelidon fluvicola (A)
- Ластівка міська, Delichon urbicum (A)

Родина: Шпакові (Sturnidae)
- Шпак звичайний, Sturnus vulgaris (A)
- Шпак рожевий, Pastor roseus (A)
- Майна індійська, Acridotheres tristis (I)

Родина: Дроздові (Turdidae)
- Дрізд вузькобровий, Turdus obscurus (A)

Родина: Мухоловкові (Muscicapidae)
- Тарабіла, Copsychus fulicatus (A)
- Кам'янка звичайна, Oenanthe oenanthe (A)
- Кам'янка попеляста, Oenanthe isabellina
- Кам'янка лиса, Oenanthe pleschanka

Родина: Горобцеві (Passeridae)
- Горобець хатній, Passer domesticus (I)

Родина: Плискові (Motacillidae)
- Плиска деревна, Dendronanthus indicus (A)
- Плиска гірська, Motacilla cinerea (A)
- Плиска жовта, Motacilla flava
- Плиска жовтоголова, Motacilla citreola (A)
- Плиска біла, Motacilla alba (A)
- Щеврик лісовий, Anthus trivialis (A)
- Щеврик червоногрудий, Anthus cervinus

Родина: В'юркові (Fringillidae)
- Чечевиця євразійська, Carpodacus erythrinus (A)

Родина: Вівсянкові (Emberizidae)
- Вівсянка садова, Emberiza hortulana (A)